# Лао Ліши
Лао Ліши (12 грудня 1987) — китайська стрибунка у воду.
Олімпійська чемпіонка 2004 року.
Чемпіонка світу з водних видів спорту 2003 року.
Переможниця Азійських ігор 2002 року.